# La vuelta a la Galia de Astérix
La vuelta a la Galia de Astérix es el quinto tomo de la serie, en español, de historietas Astérix creadas por Albert Uderzo (dibujos) y René Goscinny (guion).

## Argumento
Julio César estaba muy disgustado porque toda la Galia vivía en paz, la paz romana, menos una pequeña aldea. Para solucionarlo envió al campamento de Petibonum a su inspector general, con rango de Prefecto, Lucilius Flordelotus. Este fue recibido por el centurión Graco Linus, jefe del campamento romano, al que le informó de su decisión de atacar la aldea para reducirla.
Linus le explicó que estos galos eran invencibles porque poseían una fuerza extraordinaria debido a una poción mágica que bebían. El Prefecto no le escuchó y atacó la aldea con los resultados de siempre, la derrota. Después de este fracaso se le ocurrió encerrarlos en su propia aldea, para lo cual hizo construir una empalizada rodeándola. Astérix se indignó y le manifestó a Flordelotus que ellos eran galos y por lo tanto podían ir a cualquier parte de su país y para demostrárselo le apostó que no solo saldría de la aldea, además daría una vuelta por toda la Galia trayendo de cada región una especialidad con la que harían un gran banquete al que el Prefecto estaría invitado.
Flordelotus aceptó la apuesta y prometió que si la cumplían, levantaría el sitio y regresaría a Roma reconociendo su fracaso ante César. Astérix se hizo acompañar por Obélix. En cuanto salieron de la aldea, rompiendo la empalizada, Flordelotus envió un mensajero dando la alerta general a la Galia acerca de los dos galos que se habían escapado.
Ambos amigos se dirigieron a Rotomagus (Ruan) allí abordaron un barco en el que Flavia y Federicus, un matrimonio romano, celebraban su aniversario de bodas con un crucero por el río, la nave los llevó hasta Lutecia (París) donde compraron un jamón entero, sin darse cuenta de que un pequeño perro callejero blanco comenzó a seguirlos. Los galos continuaron a Camaracum (Cambrai), ciudad en la que compraron una "tontería" (Bêtise de Cambrai). Siguieron a Durocortorum (Reims) donde compraron vino y continuaron su camino sin detenerse y con el pequeño perro tras ellos.
A las pocas horas de caminar por un bosque, encontraron la casa de un hombre llamado Cuadrix, quien los reconoció e invitó a comer con la intención de entregarlos a los romanos a cambio de una recompensa. Los romanos apresaron a Astérix cuando Obélix había salido a cazar jabalíes; al regresar, obligó a Cuadrix a confesar, enterándose de que los romanos lo habían llevado a la guarnición cercana de Divodurum (Metz).
En Divodurum, Obélix se hizo apresar para reunirse con Astérix, una vez reunidos lo desató para que pudiera beber su poción mágica y ambos se fugaron, decidiendo marcharse sin comprar nada allí y partieron hacia Lugdunum (Lyon) en un carro de correo oficial y con el pequeño perro todavía corriendo tras el carro.
En Lugdunum, el Prefecto local estaba decidido a detenerlos, pero fueron ayudados por el Jefe Clandestino de la ciudad, Pepix, quien despistó a los romanos en las intrincadas calles de la villa y le regaló a Astérix salchichas y "quenelles" para el banquete, pues todos los galos del país ya sabían de la apuesta y los apoyaban. Siguieron a todo galope a Nicae (Niza).

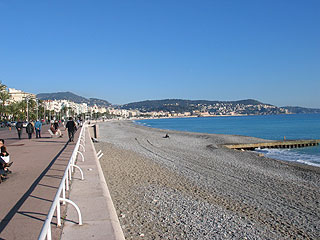
El Paseo de los Ingleses (llamado en la historia "El Paseo de los Bretones"), lugar de Nicae que conocen Astérix y Obélix en su viaje.

En el camino se vieron detenidos por la congestión del tráfico, estaban en época de vacaciones y todo el mundo iba a la playa a descansar. En Niza compraron la especialidad de la ciudad: una ánfora llena de ensalada nicosia. 
Continuando hacia Massalia la Magnífica (Marsella) por la ruta marina abordaron una barca y, después de una larga travesía, entraron en la “Taberna del navegante”. Fueron atendidos por el propio dueño, "César" (referencia a la película de Marcel Pagnol), que les preparó una bouillabaisse de recuerdo. Continuaron hacia Tolosa (Toulouse) acompañados del desapercibido pero infatigable can.
Camino a Tolosa se les hizo de noche y acamparon en medio del camino, pero al despertar se dieron cuenta de que estaban en medio de un campamento romano. Los legionarios los condujeron hasta la entrada de Tolosa para que los viera el prefecto Telefonus. Los dos amigos escaparon antes de la llegada de éste, compraron salchichas y siguieron en dirección a Aginum (Agen).
Cuando llegaron a Aginum fueron recibidos por toda la población, “La vuelta a las galias” parecía un paseo triunfal. Odalix, posadero de la ciudad, les ofreció alojamiento ya que había hecho un acuerdo con los romanos para drogar sus alimentos y cuando estuvieran dormidos permitir que los legionarios los capturasen; sin embargo, Astérix desconfió del posadero y le hizo probar la comida antes que ellos y lo descubrió. Recogieron un paquete con las famosas ciruelas de la ciudad y continuaron la vuelta. El saco amarillo con los testimonios de las ciudades estaba cada día más grande y pesado mientras que el pequeño perro aún los seguía incansablemente.
Camino a Burdigala (Burdeos), mientras dormían en el bosque, Plexus y Radius, un par de ladrones romanos, robaron el saco con las vituallas. Para su desgracia, los soldados los apresaron creyendo que se trataba de Astérix y Obélix y el general Motus, comandante de la ciudad, decidió que les aplicaría un castigo ejemplar. Cuando iban a ser ejecutados en la plaza de la ciudad, se presentaron Astérix y Obélix, quienes recuperaron el saco con los alimentos y, ayudados por todo el pueblo, escaparon no sin antes comprar vino bordelés blanco y ostras, especialidades de la región. 
En el puerto, debido a la creciente fama de “La vuelta a las galias”, un capitán llamado Canarix, que estaba entregando un cargamento de menhires, los reconoció y ofreció llevarlos de regreso a Armórica; a cambio, Obélix usó su fuerza y experiencia con los menhires para desembarcar y entregar el cargamento en pocos minutos. Mientras abordaban, ninguno notó que el pequeño perro también se escabulló a bordo. Durante la navegación se encontraron con el mismo barco pirata de los últimos viajes al que hundieron una vez más. 
El barco llegó a la rada de Gesocribate (Le Conquet), donde Astérix y Obélix desembarcaron y se dirigieron a su aldea que los recibió con júbilo. Astérix y Obélix le mostraron a Flordelotus, en una mesa, las deliciosas vituallas que habían traído y finalmente, mientras Obélix descubría por fin al pequeño perro y lo adoptaba como su mascota, Astérix le ofreció a Lucilus el manjar más suculento de todos: la castaña y de un puñetazo dejó inconsciente al Prefecto.

## Personajes
- Astérix: Guerrero Galo, héroe de estas aventuras. Inicia un viaje por toda la Galia tras apostar con el prefecto Flordelotus que puede viajar por todo el país consiguiendo las especialidades gastronómicas para realizar un banquete que demuestre que los romanos no pueden controlar a los galos.
- Obélix: Repartidor de menhires y mejor amigo de Astérix. Como en todas sus aventuras previas decide acompañar a su amigo en su viaje ayudándolo en múltiples ocasiones gracias a su fuerza sobrehumana.
- Panorámix: Druida de la aldea. Fabrica la poción mágica.
- Idéafix: Pequeño perro callejero de Lutecia que se encuentra con los protagonistas cuando van a la ciudad por jamón y decide correr tras ellos por el resto del viaje sin que lo noten. Tras regresar a su aldea Obélix lo nota y decide adoptarlo. Su nombre no es dado a conocer hasta el siguiente libro (fue elegido por los lectores).
- Asurancetúrix: Bardo de la aldea. Como en todas las historias se le prohíbe cantar por lo que, como ya es tradición, es amordazado y atado a un árbol durante el banquete final.
- Abraracúrcix: Jefe de la aldea.
- Cuadrix: Traidor galo. Acoge a los protagonistas en su casa pero entrega a Astérix a los romanos a cambio de una recompensa pero es descubierto por Obélix, quien lo obliga a guiarlo hasta el lugar donde su amigo está detenido.
- Odalix: Traidor galo. Pretendía incapacitar a Astérix y Obélix con alimentos drogados en su posada para entregarlos a los romanos, pero Astérix lo descubre y le obliga a comer él mismo su comida.
- Pepix: Jefe clandestino de Lugdunum (Lyon), ayudó a Astérix y Obélix a evadir a los romanos y consiguió para ellos la especialidad del lugar.
- Julio César: Imperator romano; molesto por la inquebrantable resistencia de la aldea de Astérix envía al prefecto Flordelotus para encargarse de ellos.
- Graco Linus: Centurión del campamento de Petibonum. Por órdenes de Flordelotus y en vista de la incapacidad de sus soldados para derrotar a la aldea gala en combate, levanta una empalizada para aislar la aldea gala en un intento de encerrarlos y contenerlos.
- Lucilus Flordelotus: Inspector general con rango de Prefecto. Es enviado a Armórica por orden de Julio César para encargarse de la aldea de los galos. Al no poder derrotarlos con el uso de fuerza militar, intenta aislar el pueblo, lo que origina la puesta de la Vuelta a la Galia con Asterix, por lo cual ordena a todos los emplazamientos romanos en la región rastrear y detener el viaje de los protagonistas.
- Flavia y Federicus: Pareja que celebra su aniversario de bodas en un crucero, aceptan llevar a los protagonistas en su navío parte del trayecto de su viaje.
- Telefonus: Prefecto de Tolosa.
- César: Dueño de la “Taberna del navegante” en Massalia (Marsella).
- General Motus: Jefe de Burdigala (Burdeos)
- Plexus y Radius: Par de rateros romanos, durante el viaje se topan con Astérix y Obélix, e ignorando la situación, roban el saco con alimentos de los protagonistas, por lo que son confundidos con ellos y casi ejecutados por los romanos.

## Caricaturas de famosos
- Marcel Pagnol, Raimu, Fernand Charpin, Paul Dullac y Robert Vattier aparecen caracterizados como los marselleses que ayudan a Astérix y Obélix. En su primera aparición, además, reproducen la partida de cartas de la película francesa Marius (de Marcel Pagnol, 1931), en la que todos los actores mencionados intervinieron.

## Especialidades gastronómicas

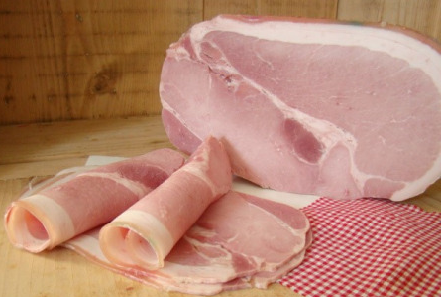
Jamón de Lutecia
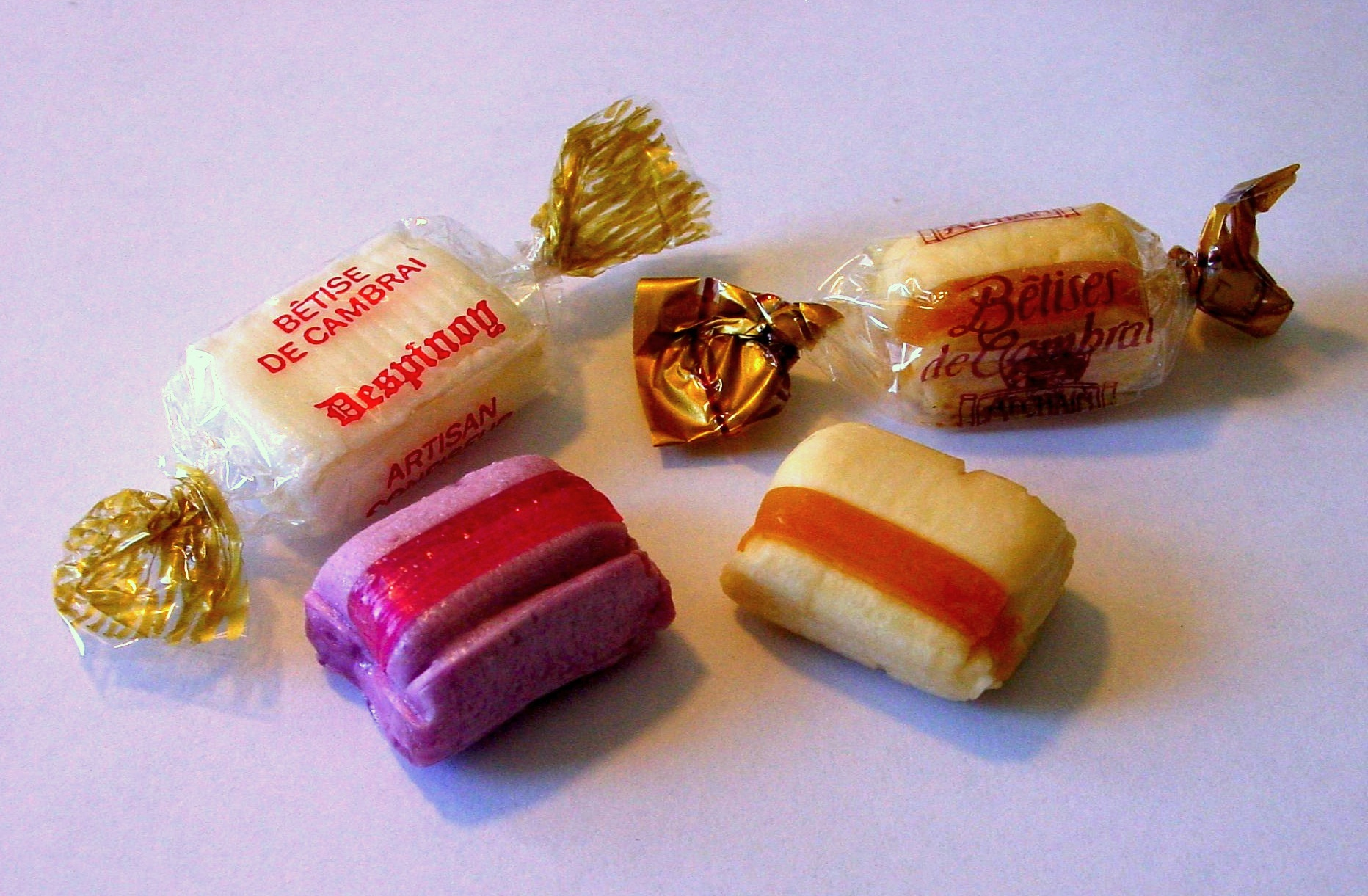
Tonterías de Camaracum
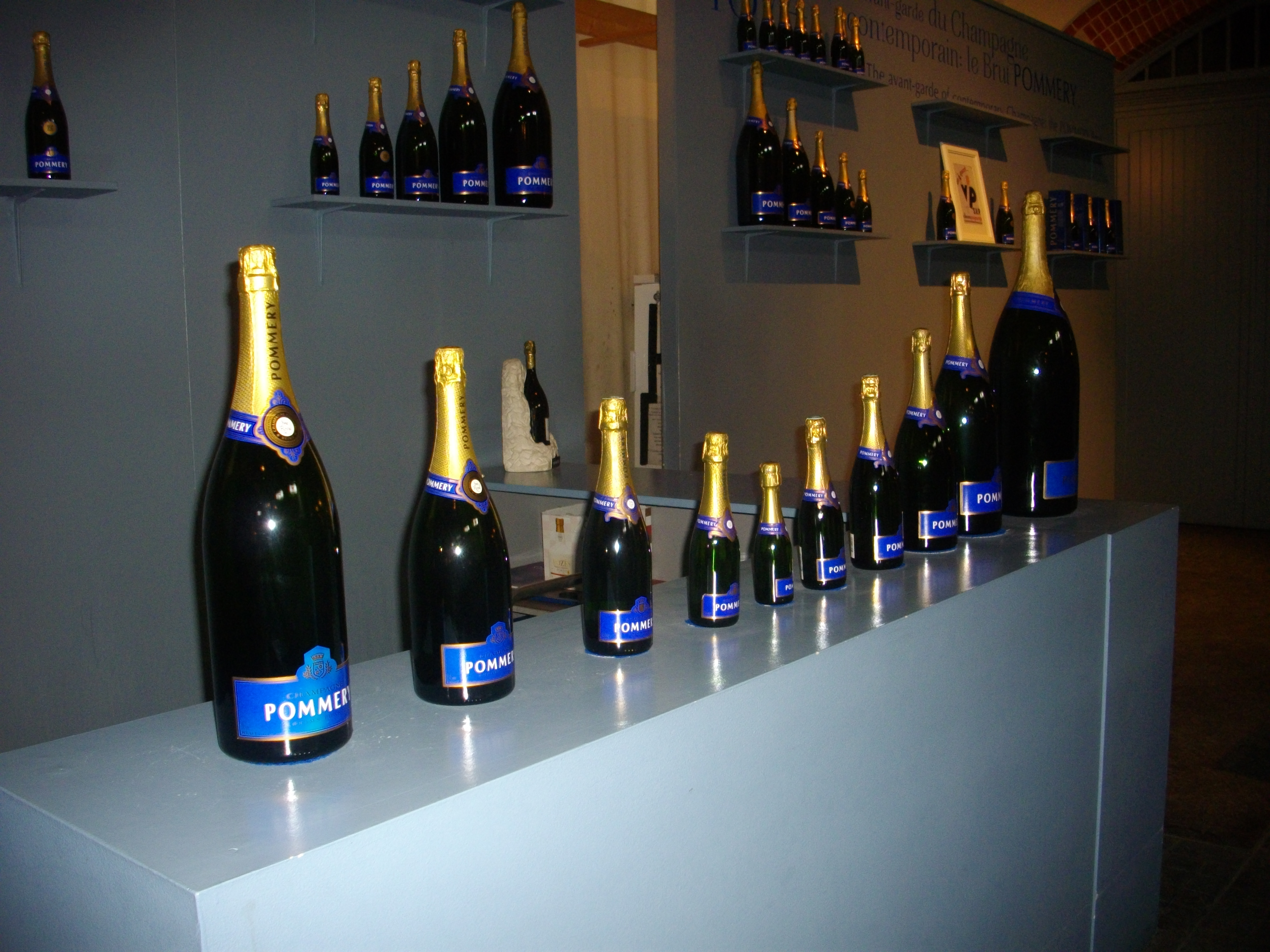
Vino de Durocortorum
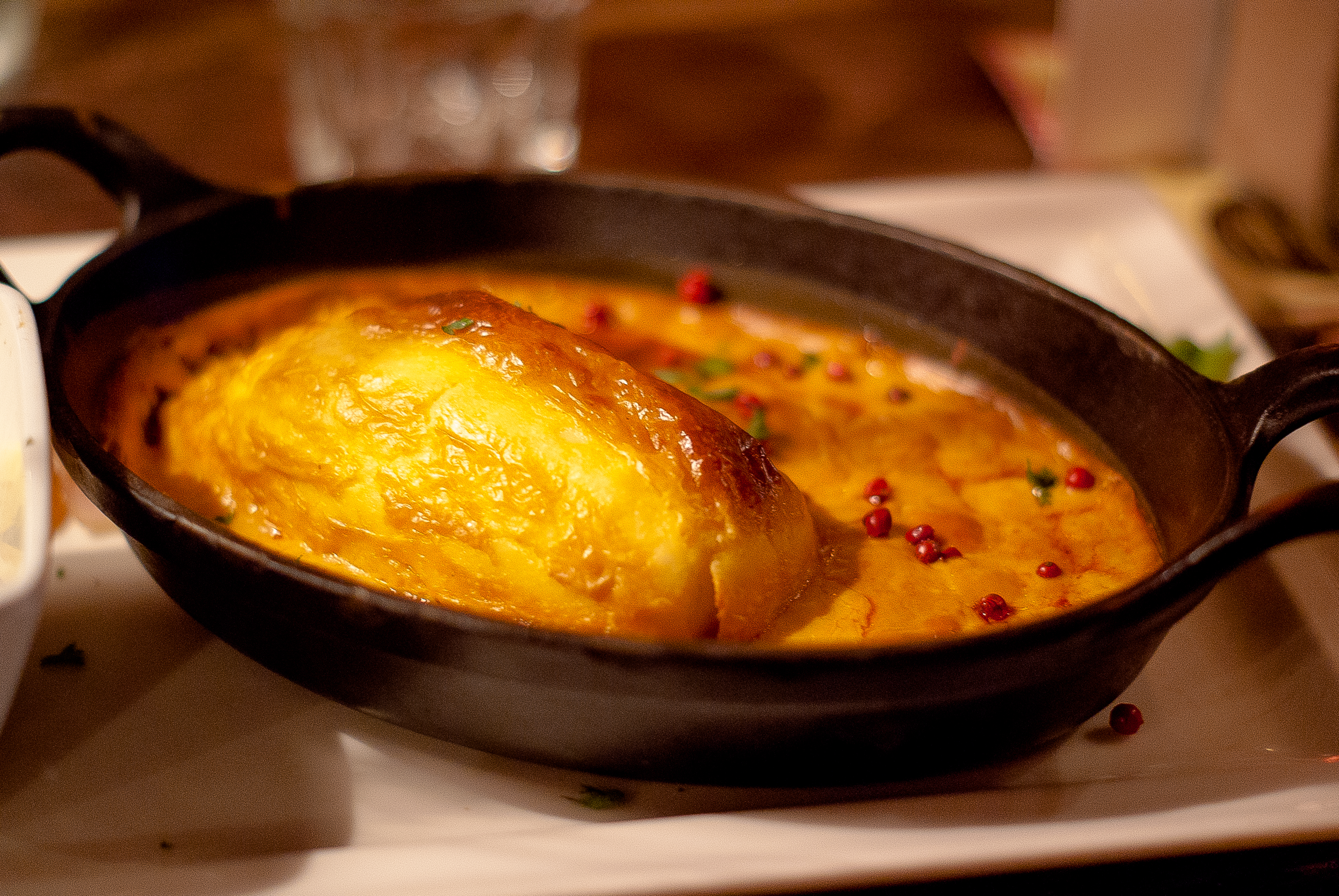
Albóndigas de Lugdunum
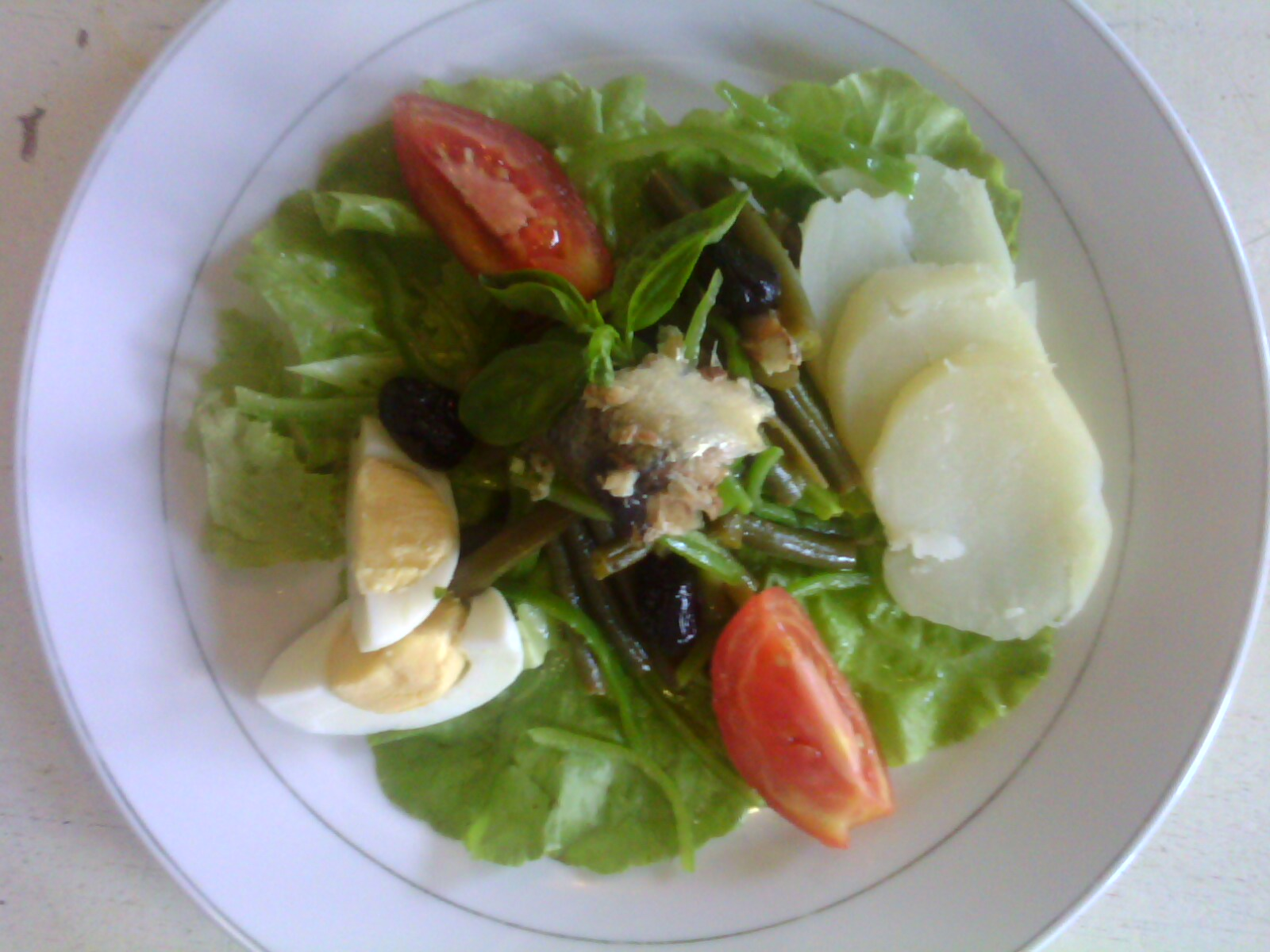
Ensalada de Nicae
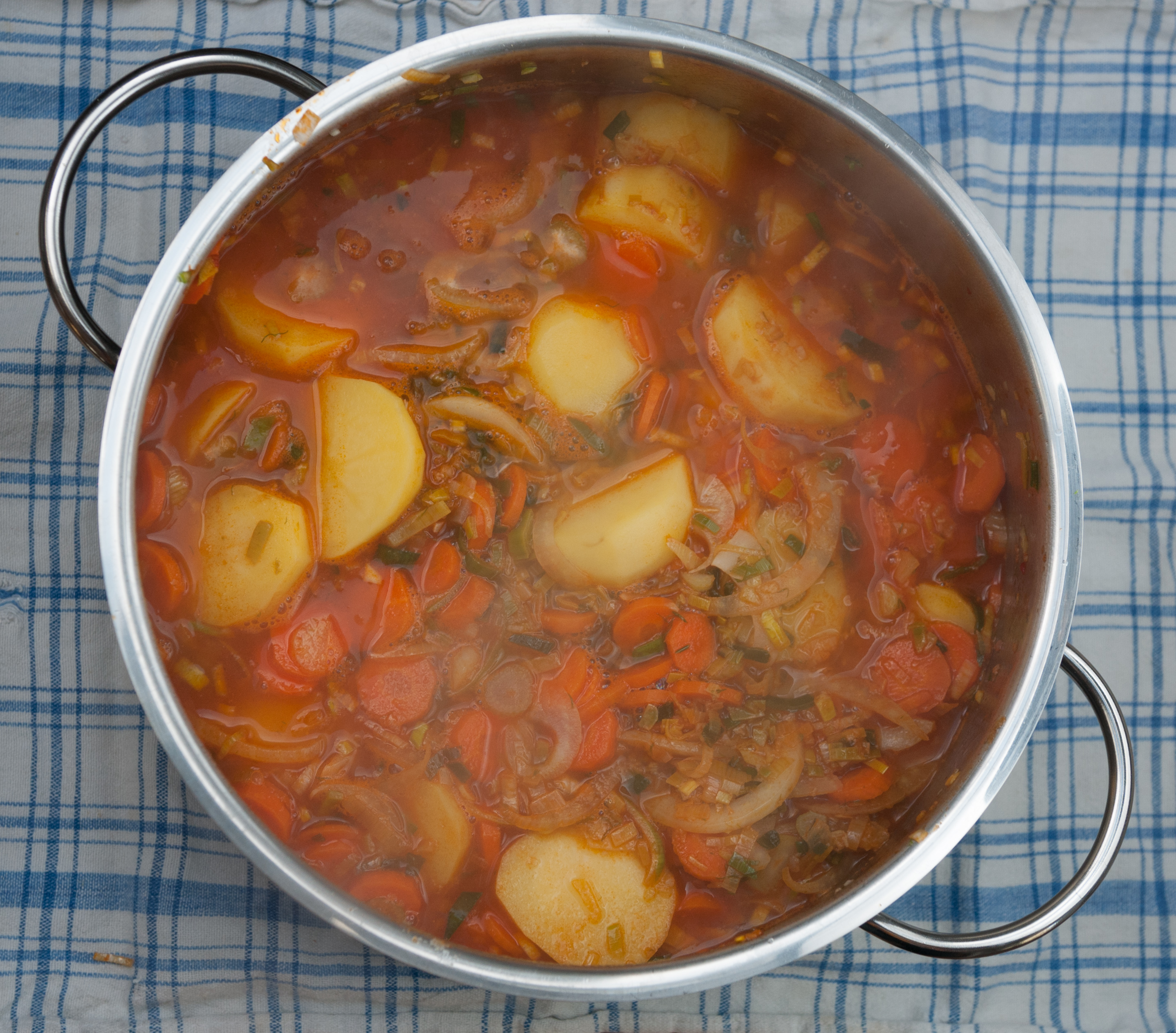
Bullabesa de Massilia
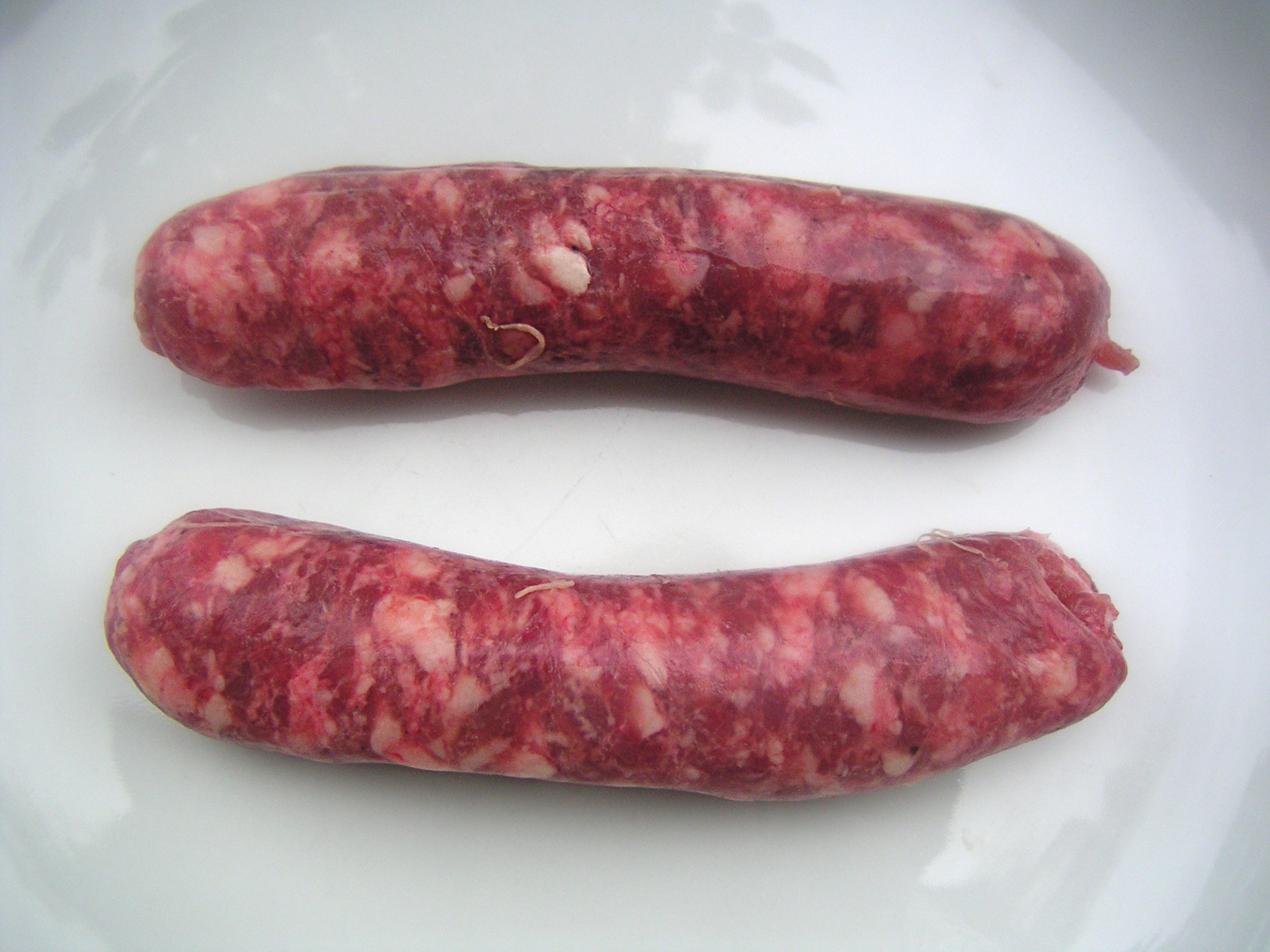
Salchichas de Tolosa
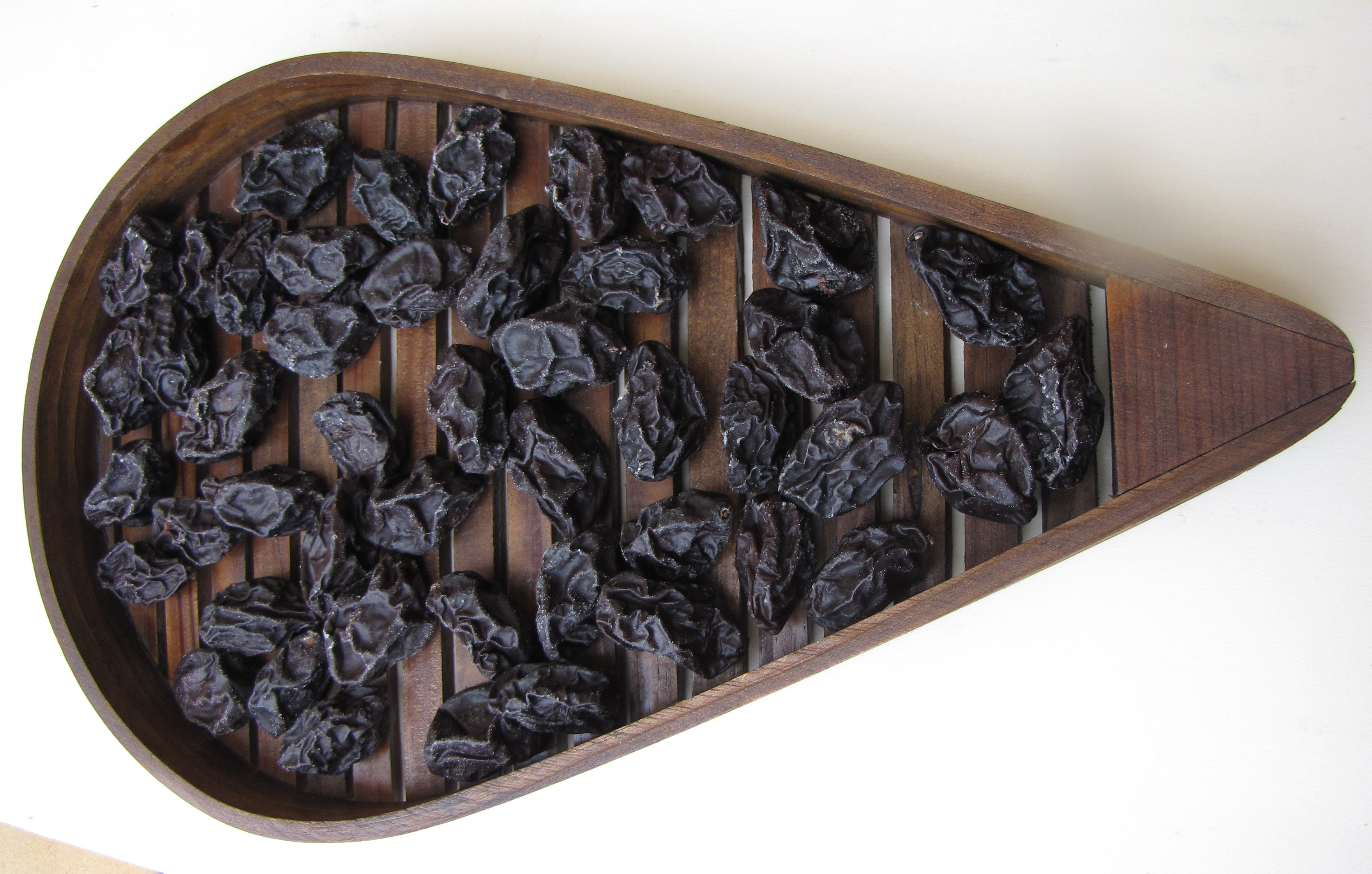
Ciruelas pasas de Aginnum
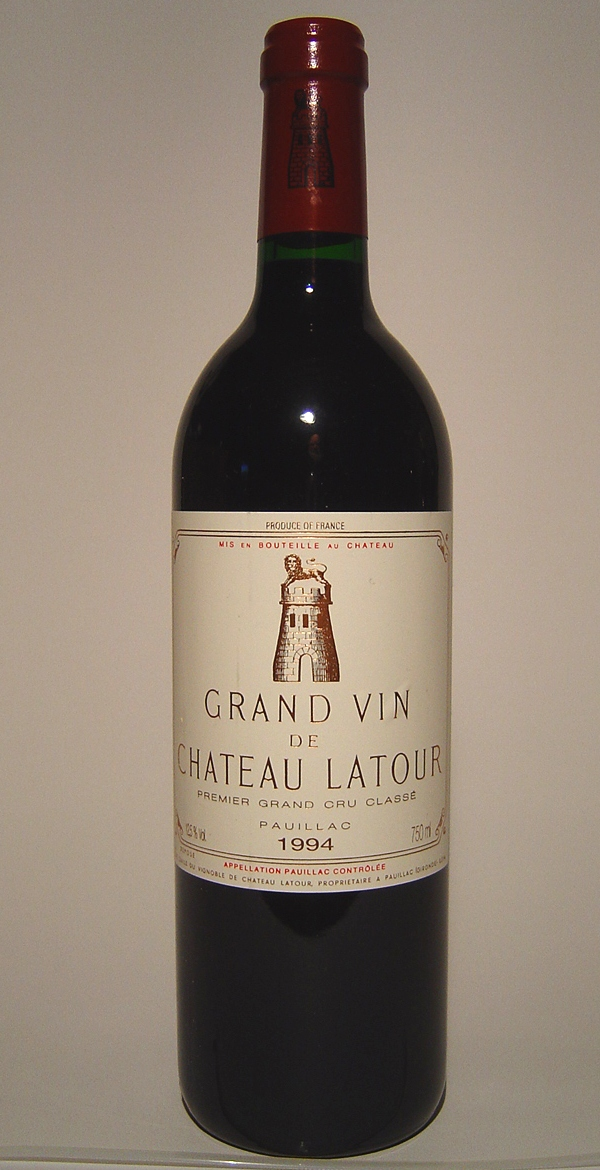
Vino de Burdigala
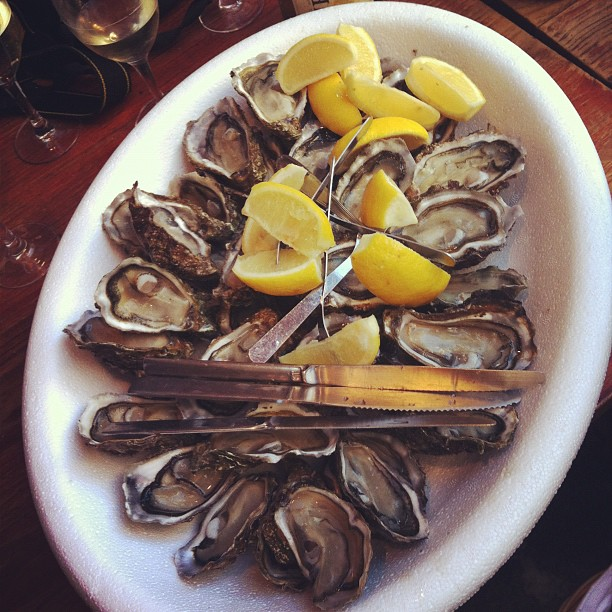
Ostras